# Wallago attu
Wallago attu Bloch & Schneider, 1801 è un pesce della famiglia Siluridae. Esso viene comunemente chiamato pesce gatto wallago o squalo d'acqua dolce.

## Descrizione

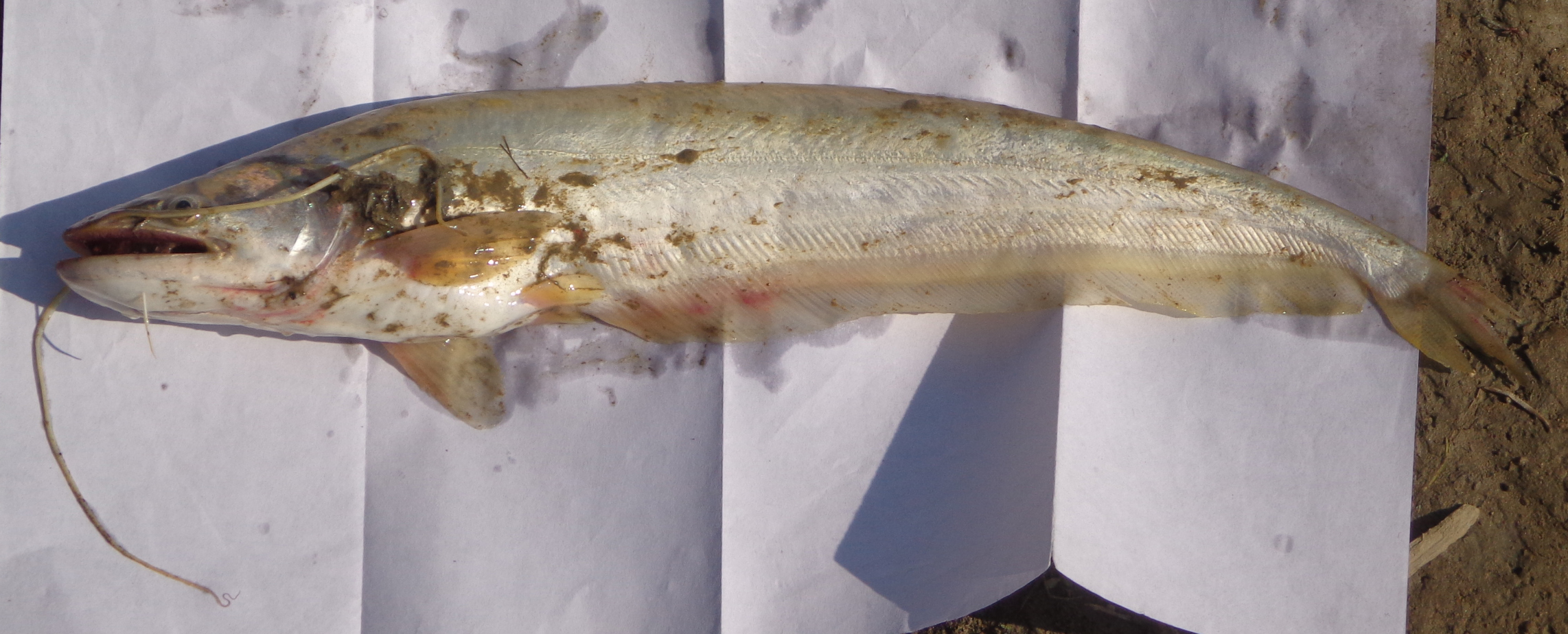

Wallago attu misura in media 1 m, ed ha un indice di crescita rapido che gli consente di arrivare alla lunghezza di 2,4 m. Possiede una larga bocca in posizione terminale, munita di un gran numero di piccoli denti sia sulla mandibola che sulla mascella. Sula mascella sono posti due lunghi barbigli, e ne possiede altri due a metà della mandibola, più corti. i suoi occhi sono piccoli e il corpo è fortemente compresso lateralmente. la sua pinna anale è molto lunga, come nella maggior parte dei siluridi, e ha dai 77 ai 97 raggi molli. la pinna dorsale è invece molto corta e possiede solamente 5 raggi, anch'essi molli.
Come tra tutti i pesci gatto, l'olfatto di W. attu è ben sviluppato. Le sue rosette olfattive sono costituite da circa 64 lamelle, composte da due strati di epitelio sensoriale. In questi pesci l'epitelio sensoriale delle rosette contiene un gran numero di cellule, tra le quali molte cellule sensoriali. Grazie a queste cellule, le rosette dell'animale sono molto sensibili agli odori presenti nell'acqua, una caratteristica importante per un cacciatore che vive in acque torbide e profonde.

## Biologia

### Riproduzione
È una specie ovipara, che si riproduce durante il periodo caldo.

### Alimentazione
Allo stadio larvale, W. attu si nutre di Zooplancton e insetti, ma è stato possibile studiare in laboratorio episodi di cannibalismo, che avvengono solo in questa fase della vita.
Allo stadio adulto,  si nutre per il 90-95% di pesci (e, in minor quantità, di altri animali, come molluschi e crostacei), percentuale che aumenta con le dimensioni dell'animale. Essi sono cacciatori attivi, e mangiano soprattutto prede vive, come i pesci Pethia ticto e Chela phulo.

## Distribuzione e habitat
Questa specie abita i fiumi, i canali e i laghi del sud e sud-est del continente Asiatico, dal Pakistan all'Indonesia. Può vivere sia in acqua dolce che salmastra. È una specie demersale, perciò vive a contatto con il fondo, in acque calme e a corso lento, con fondali di fango o limo. Nel fiume Mekong, è solito compiere degli spostamenti stagionali: durante la stagione delle inondazioni si sposta dal corso principale del fiume verso pianure alluvionali e piccoli canali,  per poi ritornarvi con il ritirarsi delle acque.

## Conservazione
La Lista rossa IUCN classifica Wallago attu come specie vulnerabile. È minacciata da inquinamento delle acque, distruzione dell'habitat, sovra-sfruttamento dell'habitat e pesca indiscriminata.
È stato osservato un aumento dell'accumulo di metalli pesanti in alcuni apparati dei pesci di vari corsi d'acqua, tra i quali l'Indo.

## Curiosità
All'interno dell'intestino di W. attu è stata trovata una specie, prima sconosciuta, di cestoda del genere Gangesia.